# Casa de Gobierno de Misiones
La Casa de Gobierno de Misiones, también conocida como La Rosadita,es la sede del Poder Ejecutivo de la Provincia de Misiones, en Argentina.

## Historia y características
En 1882 el entonces gobernador del Territorio Nacional de Misiones Rudecindo Roca adquirió la propiedad de Eladio Guesalaga, donde funcionaba un Ingenio azucarero para construir la Casa de Gobierno.
La planta del edificio se desarrolló con habitaciones que rodean dos patios con jardines. Posee galerías con columnas corintias.

## Catalogación
La casa fue catalogada como Patrimonio Cultural de la Provincia de Misiones y Monumento Histórico Provincial en 1969.
 En 2005 por decreto presidencial fue declarado Monumento Histórico Nacional (MHN).

## Galería

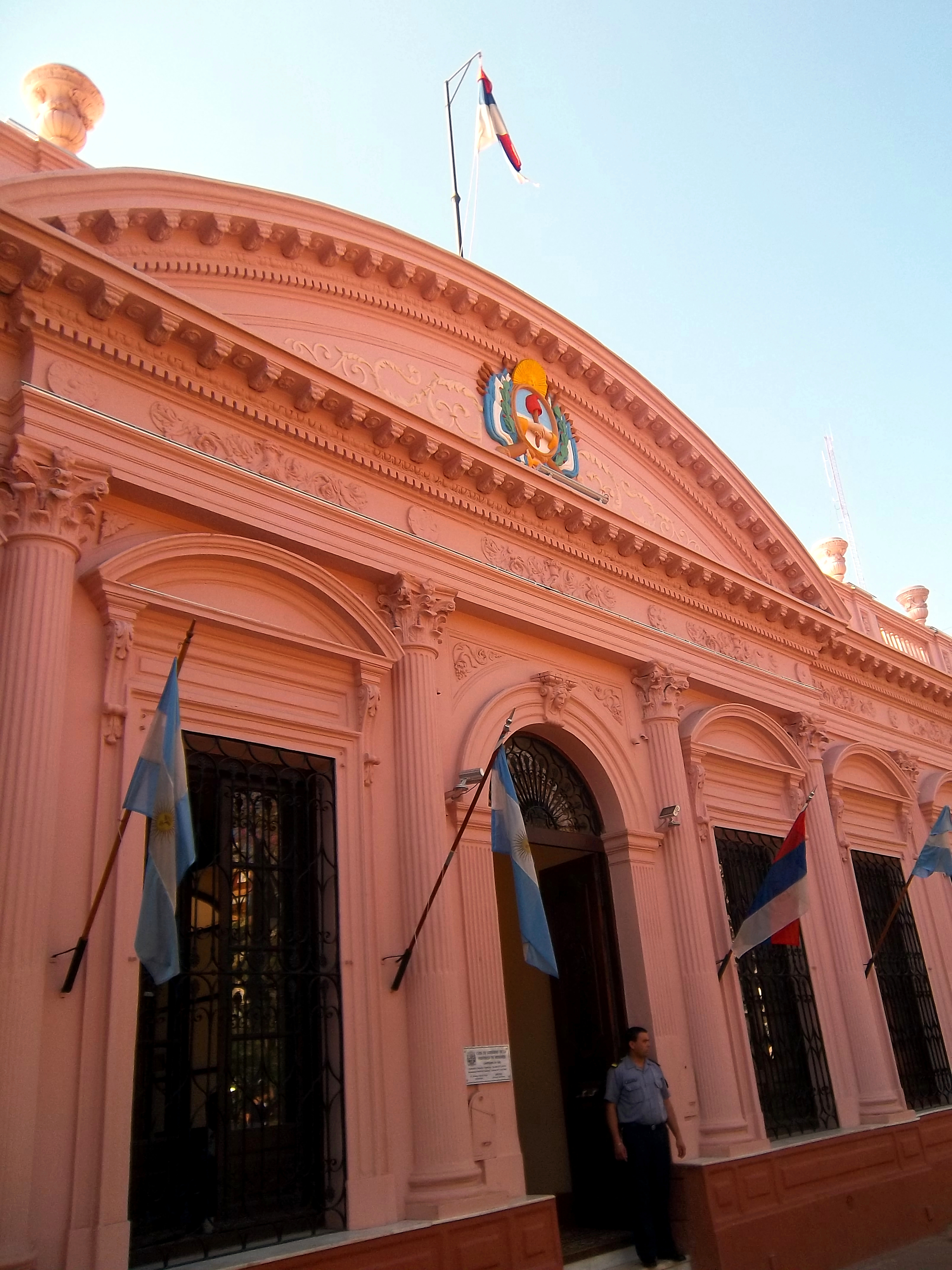
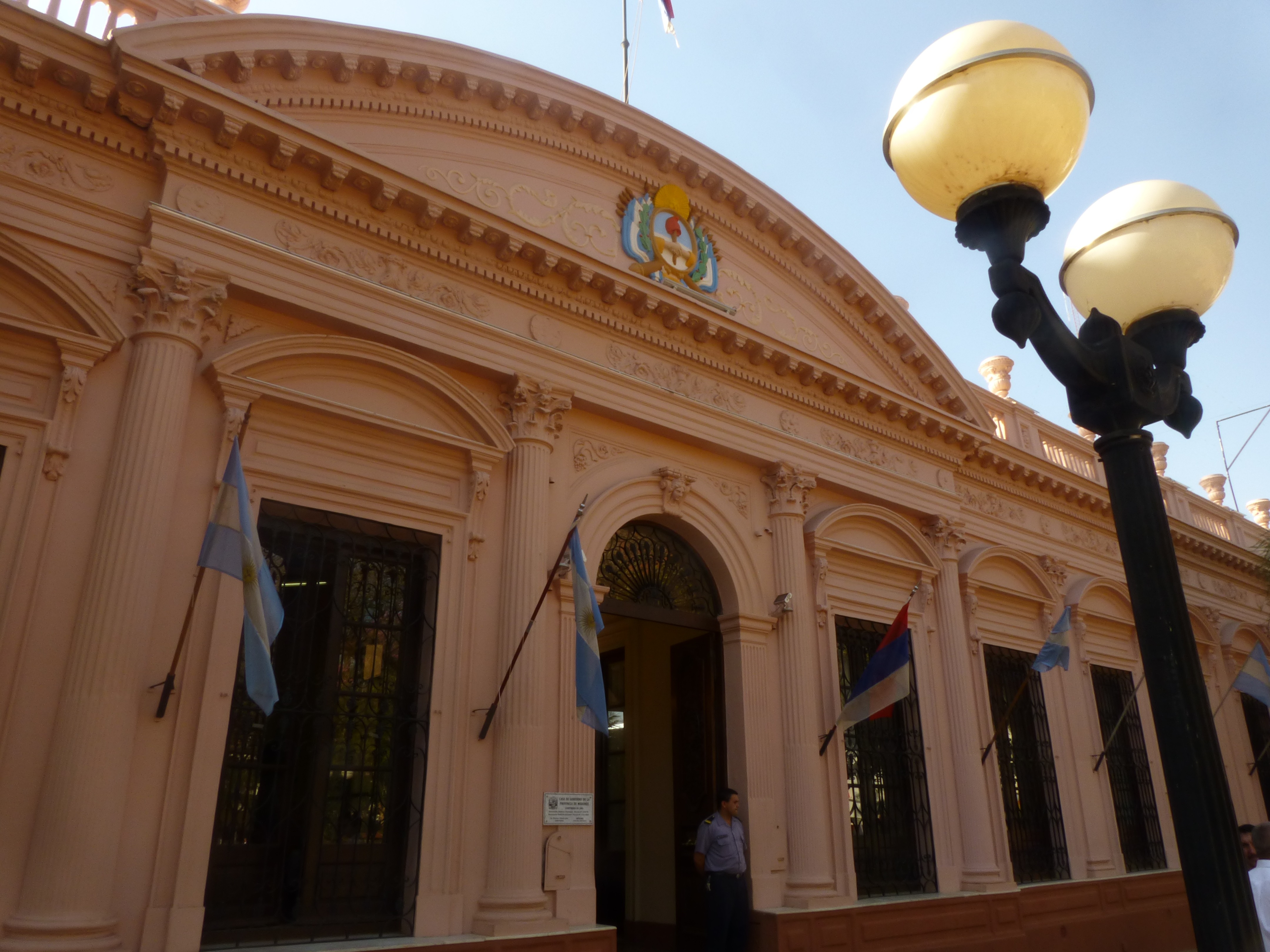
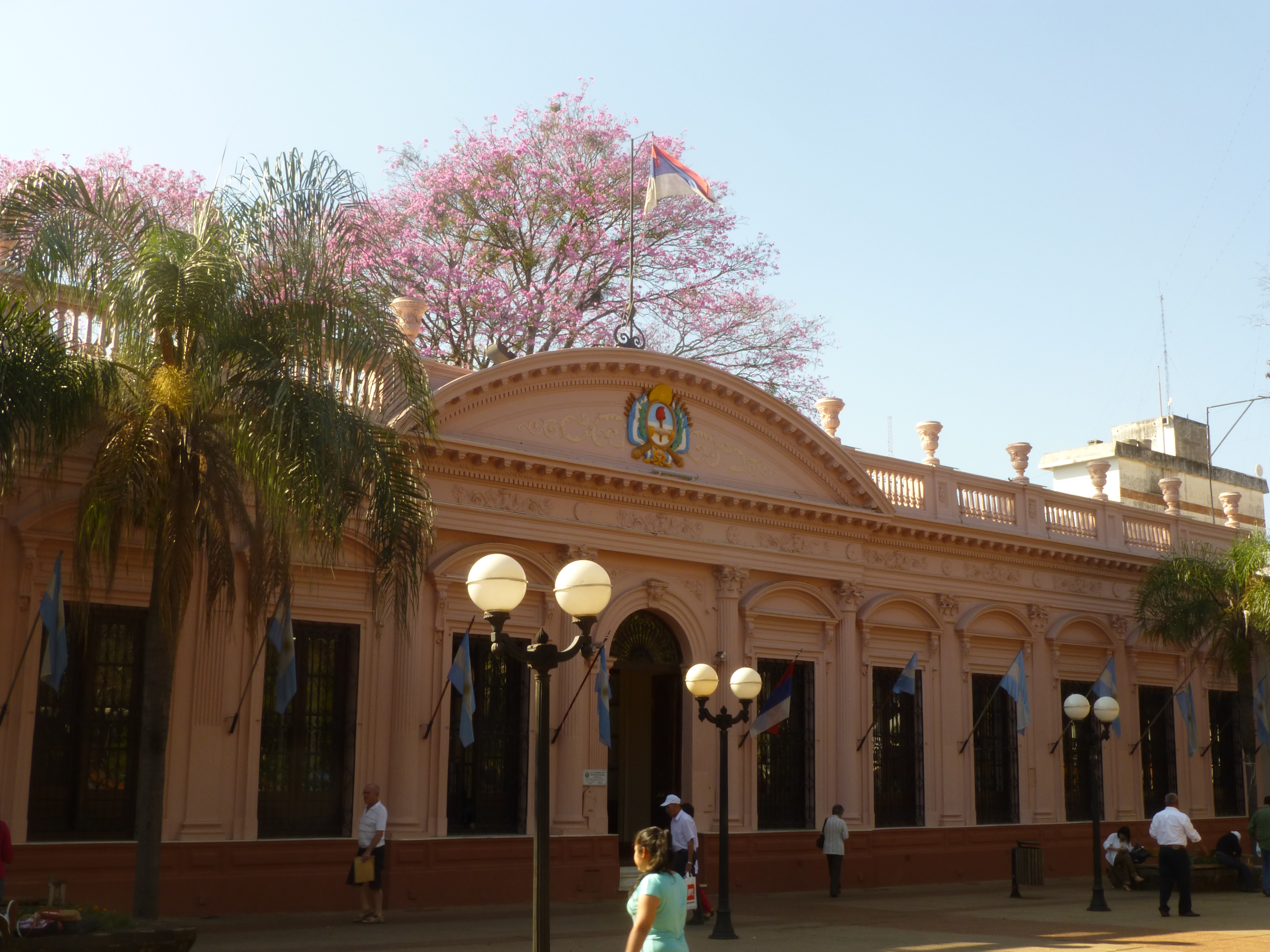
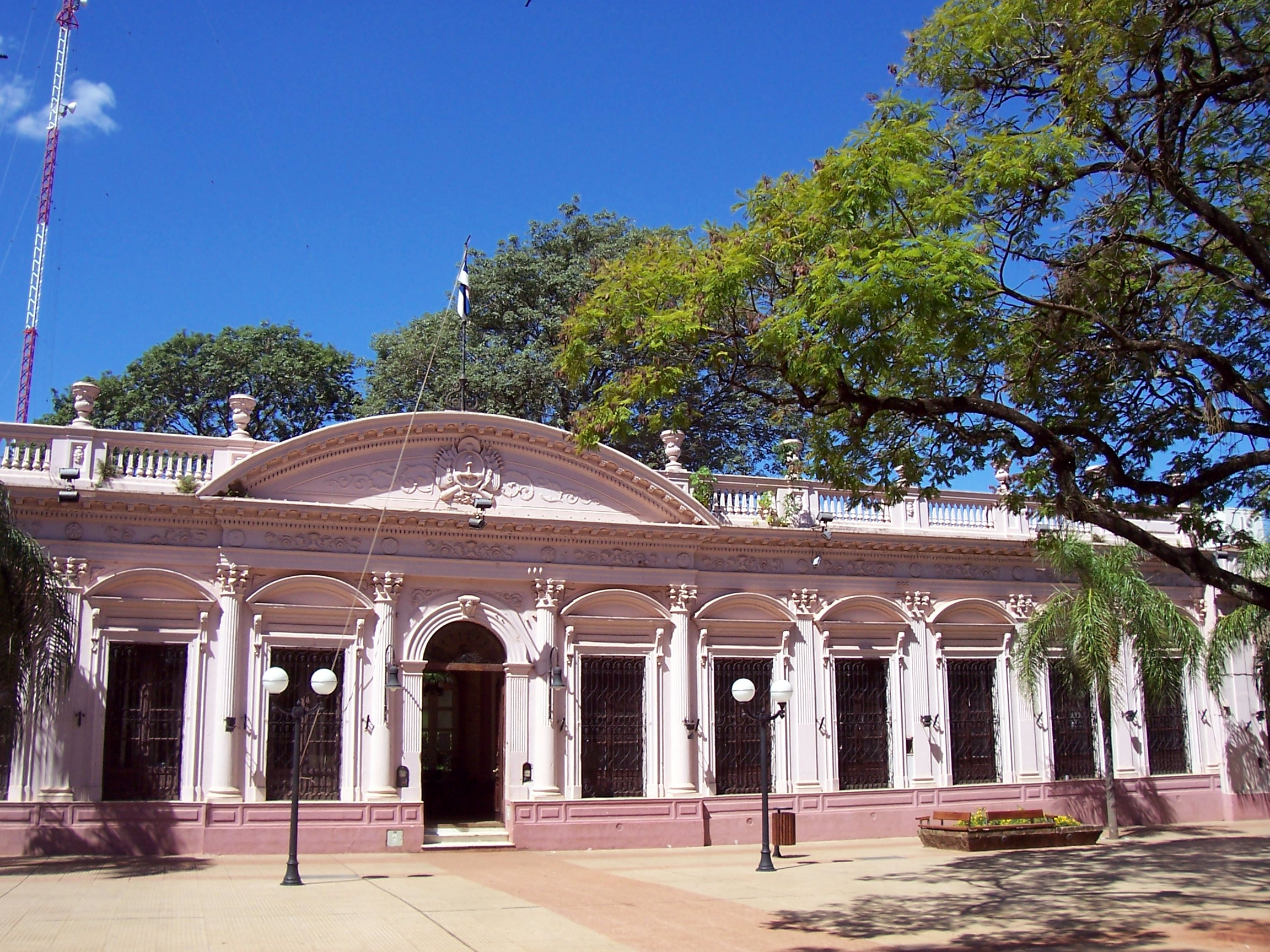